# Polycelis sinensis
Polycelis sinensis is een platworm (Platyhelminthes). De worm is tweeslachtig. De soort leeft in en nabij het zoete water.
De platworm behoort tot de familie Planariidae. De wetenschappelijke naam van de soort werd voor het eerst geldig gepubliceerd in 1993 door Liu.